# Augustin De Maeght
Augustin (Auguste) De Maeght, né le 5 juillet 1877 à Hal (Belgique) et y décédé le 25 janvier 1959 fut un homme politique belge du parti catholique.
De Maeght fut ingénieur des Arts et Métiers, des Mines et électro-technique; administrateur de la Société belge d'Imprimerie.
Il fut élu conseiller communal (1911-), échevin (1920-21) et bourgmestre (1921-46) de Hal; conseiller provincial de la province de Brabant (1932-36); sénateur de l'arrondissement de Bruxelles (1936-46).
En vertu de la limite d'âge imposé par l'administration allemande pendant la Seconde Guerre mondiale Demaeght est déposé en 1941 en tant que bourgmestre et remplacé par Omer Bogemans (VNV). Après la libération en 1944 il reprend ses fonctions. Il était financier et distributeur du journal clandestin néerlandophone "De Vrijschutter".